# Provinz Limburg (Belgien)
Limburg (anhörenⓘ), verschiedentlich auch als Belgisch-Limburg bezeichnet, ist die östlichste Provinz der Region Flandern in Belgien. Die Hauptstadt ist Hasselt. Sie entstand 1839 aus der Teilung der Provinz Limburg des Königreichs der Vereinigten Niederlande.

## Geografie
Die Maas bildet außer im Raum Maastricht die Ostgrenze der Provinz. Sie grenzt an die niederländischen Provinzen Limburg (Osten) und Noord-Brabant (Norden) sowie an die belgischen Provinzen Lüttich (Süden), Flämisch Brabant (Südwesten) und Antwerpen (Nordwesten). Ihre Fläche beträgt 2422 km².
Im Zuge der gesetzlichen Festlegung der Sprachgrenze wurde das Gebiet der heutigen Gemeinde Voeren 1963 als südöstliche Exklave an die Provinz Limburg angegliedert. Sie liegt zwischen den Niederlanden und der Provinz Lüttich, zu der das Gebiet bis dahin gehörte. Gleichzeitig wurde französischsprachiges Gebiet (heute überwiegend Gemeinde Bassenge) an die Provinz Lüttich abgetreten.
Mit Ausnahme des Südens zählt die Provinz zum Kempenland.

### Bezirke
Die Provinz Limburg ist in drei Bezirke untergliedert. Diese werden auf Französisch als arrondissements, auf Niederländisch als arrondissementen bezeichnet. Manchmal wird die Bezeichnung Arrondissement auch auf Deutsch verwendet, obwohl Bezirk der amtliche Begriff ist.
| Bezirk          | Gemeinden | Einwohner 1. Januar 2024 | Fläche km² | Dichte Einw./km² | NIS- Code |
| --------------- | --------- | ------------------------ | ---------- | ---------------- | --------- |
| Hasselt         | 16        | 431.328                  | 881,17     | 489              | 71000     |
| Maaseik         | 12        | 258.469                  | 909,41     | 284              | 72000     |
| Tongeren        | 10        | 210.301                  | 631,57     | 333              | 73000     |
| Provinz Limburg | 38        | 900.098                  | 2.422,15   | 372              | 70000     |

### Gemeinden
Seit dem 1. Januar 2025 besteht die Provinz Limburg aus 38 Gemeinden (Einwohnerzahlen am 1. Januar 2024). Die Nummerierung der Gemeinden entspricht der der Karte in Infobox.
1. Alken (11.918)
2. As (8.259)
3. Beringen (48.353)
4. Bilzen-Hoeselt (42.288)
5. Bocholt (13.753)
6. Bree (16.967)
7. Diepenbeek (19.607)
8. Dilsen-Stokkem (21.346)
9. Genk (67.877)
10. Gingelom (8.732)
11. Halen (9.545)
12. Hamont-Achel (14.507)
13. Hasselt (80.828)
14. Hechtel-Eksel (12.965)
15. Heers (7.593)
16. Herk-de-Stad (12.841)
17. Herstappe (76)
18. Heusden-Zolder (35.017)
19. Houthalen-Helchteren (30.896)
20. Kinrooi (12.406)
21. Lanaken (26.366)
22. Leopoldsburg (16.607)
23. Lommel (34.913)
24. Lummen (15.320)
25. Maaseik (25.823)
26. Maasmechelen (40.219)
27. Nieuwerkerken (7.295)
28. Oudsbergen (23.423)
29. Peer (16.585)
30. Pelt (32.652)
31. Riemst (16.896)
32. Sint-Truiden (41.469)
33. Tessenderlo-Ham (30.047)
34. Tongeren-Borgloon (42.834)
35. Voeren (4.406)
36. Wellen (7.490)
37. Zonhoven (21.845)
38. Zutendaal (7.384)

## Politik

### Provinzrat
- Vooruit: 4
- Groen: 1
- VLD: 3
- CD&V: 10
- N-VA: 7
- VB: 6

Nach der Wahl wurde eine Koalition aus CD&V, NVA und Vooruit eingegangen.
- CD&V: 10
- N-VA: 7
- Vooruit: 4
- VB: 6
- VLD: 3
- Groen: 1

- PVDA: 0
- Vooruit: 63
- Groen: 2
- VLD: 48
- CD&V: 91
- N-VA: 31
- VU: 2
- VB: 38

## Wappen
Im silbernen Feld ein roter goldgekrönter goldgezungter und goldbewehrter doppelschwänziger Löwe. Auf der Brust ein goldener Schild mit fünf roten Balken. Der Schild von einem Eichenzweig mit Früchten auf beiden Seiten begleitet.
Auf den Schild ruht der Fürstenhut.
Wappenhalter sind heraldisch rechts ein Hirsch und auf anderen Seite ein Schwan.
Der Löwe im Wappen ist auch als Limburgischer Löwe bekannt.

## Wirtschaft
Im Vergleich mit dem Bruttoinlandsprodukt der Europäischen Union ausgedrückt in Kaufkraftstandards erreicht die Provinz im Jahr 2015 einen Index von 99 (EU-25: 100), deutlich niedriger als der belgische Durchschnitt von 119. Im Jahr 2017 betrug die Arbeitslosenquote 4,1 %.

## Sprache/Besonderheiten
Sowohl in der belgischen als auch in der niederländischen Provinz Limburg wird zumindest teilweise noch Limburgisch gesprochen und es gibt trotz der langen Trennung starke Verbindungen zwischen den beiden Provinzen.

## Kulinarisches
Limburger ist ein ursprünglich aus dem alten Herzogtum Limburg stammender Käse und nicht – wie oft irrtümlich angenommen – aus der hessischen Stadt Limburg an der Lahn. Die Produktion für den europäischen Markt erfolgt heute wegen des fehlenden Markenschutzes bei der Herkunftsbezeichnung an beliebigen Orten.

## Persönlichkeiten
Söhne und Töchter
- Phil Bosmans (1922–2012), katholischer Ordensgeistlicher, Schriftsteller und Seelsorger
- Willy Claes (* 1938), Politiker
- Robert Cailliau (* 1947), Informatiker
- Barthélémy de Theux de Meylandt (1794–1874), Politiker
- Kim Clijsters (* 1983), Tennisspielerin
- Eric Gerets (* 1954), Fußballspieler und -trainer
- Alfred Polycarp von Hompesch (1826–1909), Politiker
- Karel Lismont (* 1949), Leichtathlet
- Jacky Martens (* 1963), Ex-Weltmeister im Motocross
- Eric Vanderaerden (* 1962), Radrennfahrer
- Max Verstappen (* 1997), Automobilrennfahrer
- Kate Ryan (* 1980), Sängerin
- Axelle Red (* 1968), Sängerin